# وينزداي آدامز (مسلسل)
وينزداي آدامز (بالإنجليزية: Wednesday) هو مسلسل تلفزيوني أمريكي من نوع الغموض الكوميدي الخارق للطبيعة، يستند إلى شخصية وينزداي آدامز من ابتكار الرسّام تشارلز آدامز. ابتكر المسلسل كل من ألفريد غوف ومايلز ميلار، وتتولى الممثلة جينا أورتيغا دور البطولة بشخصية وينزداي، فيما يشارك في الأدوار الداعمة كل من غويندولين كريستي، ريكي ليندهوم، جيمي ماكشين، هنتر دوهان، بيرسي هاينز وايت، إيما مايرز، جوي سانداي، جورجي فارمر، نعومي ج. أوجاوا، كريستينا ريتشي، وموسى مصطفى. أخرج تيم بورتون أربع حلقات من أصل ثماني حلقات في الموسم الأول، كما شغل منصب المنتج التنفيذي. تدور أحداث الموسم الأول حول وينزداي آدامز التي تنتقل إلى مدرسة جديدة وتحاول حلّ لغز جريمة قتل غامضة.
كان تيم بورتون قد طُلب منه سابقًا إخراج فيلم عائلة آدامز (1991)، كما شارك في تطوير نسخة فيلم الرسوم المتحركة بأسلوب الستوب موشن التي ألغيت لاحقًا. وفي أكتوبر 2020، أُعلن عن تولّيه إخراج مسلسل تلفزيوني يدور حول الشخصية، وحصل المشروع لاحقًا على طلب رسمي بالإنتاج من منصة نتفليكس. اختيرت جينا أورتيغا لأداء الدور جزئيًا بهدف تمثيل الأصول اللاتينية للشخصية، كما طلب بورتون من كريستينا ريتشي—التي أدّت شخصية وينزداي في فيلمي 1991 و1993 الانضمام إلى السلسلة بدور داعم.
صُوّر الموسم الأول في رومانيا بين سبتمبر 2021 ومارس 2022، وعُرض لأول مرة في 16 نوفمبر 2022، قبل إطلاقه عالميًا على نتفليكس في 23 نوفمبر من العام نفسه. حظي المسلسل بمراجعات إيجابية من النقاد، ونال أداء جينا أورتيغا إشادة واسعة. خلال ثلاثة أسابيع فقط من إطلاقه، أصبحت المسلسل ثاني أكثر الأعمال الناطقة بالإنجليزية مشاهدةً على نتفليكس ورُشّح لجائزتي غولدن غلوب في فئتي أفضل مسلسل موسيقي أو كوميدي، وأفضل ممثلة في مسلسل موسيقي أو كوميدي (لأورتيغا)، كما فاز بأربع جوائز إيمي برايم تايم، وتلقى ترشيحات لفئتي "أفضل مسلسل كوميدي" و"أفضل ممثلة رئيسية في مسلسل كوميدي".
في يناير 2023، جُدّد المسلسل لموسمٍ ثانٍ عُرض لأول مرة في 6 أغسطس 2025، على أن يعرض نصفه الثاني في 3 سبتمبر. وفي يوليو 2025، جرى تجديد المسلسل لموسم ثالث.

## قصة المسلسل
تُطرد وينزداي آدامز من مدرستها بعد أن ألقت بأسماك البيرانا الحية في حوض السباحة، انتقامًا لفريق كرة الماء من الفتيان الذي تنمّر على شقيقها باغسلي. ونتيجة لذلك، ينقلها والدها غوميز ووالدتها مورتيشيا آدامز إلى أكاديمية نيفرمور، وهي مدرسة داخلية خاصة بالمنبوذين ذوي القدرات الخارقة، تقع في بلدة جيريكو بولاية فيرمونت، وكانا قد درسا فيها سابقًا. شخصية وينزداي الباردة والخالية من العواطف، إلى جانب طبيعتها المتمرّدة، تجعل من الصعب عليها التواصل مع زملائها، وتدخلها في صدام مع مديرة المدرسة لاريسا ويمز. لكنها تكتشف أنها ورثت القدرات النفسية لوالدتها، مما يمنحها القدرة على حل لغز جريمة قتل محلية.
في الموسم الثاني، تعود وينزداي إلى نيفرمور، وأثناء تطوير قدراتها النفسية، تجد نفسها في مواجهة عدو جديد، وتسعى لمنع مقتل صديقتها إينيد. بالإضافة إلى ذلك، يلتحق باغسلي بأكاديمية نيفرمور، بينما يرغب المدير الجديد باري دورت، خليفة ويمز، في أن تتولى مورتيشيا دورًا في جمع التبرعات.

## طاقم التمثيل

### الممثلون الرئيسيون
- جينا أورتيغا بدور وينزداي آدامز، مراهقة تمتلك قوى نفسية.
  - كما تؤدي دور غودي آدامز، سلف وينزداي المتوفاة من القرن السابع عشر التي تظهر في رؤاها.
  - كارينا فارادي تؤدي دور وينزداي في طفولتها.
- غويندولين كريستي بدور لاريسا ويمز (الموسم 1)، مديرة أكاديمية نيفرمور التي تملك قوى تغيير الشكل، وطالبة سابقة كانت رفيقة سكن لمورتيشيا.
  - أوليفر ويكهام تؤدي دور لاريسا ويمز في شبابها.
- ريكي ليندهوم بدور د. فاليري كينبوت (الموسم 1)، معالجة نفسية لوينزداي عيّنتها نيفرمور من بلدة جيريكو المحلية.
- جيمي ماكشاين بدور دونوفان غالبين (الموسم 1؛ ضيف في الموسم 2)، شريف جيريكو الذي يشك في وينزداي.
  - بن ويلسون يؤدي دور غالبين في شبابه.
- هانتر دوهان بدور تايلر غالبين، عامل في مقهى محلي وابن الشريف غالبين، وهو في السر وحش هايد.
- بيرسي هاينز وايت بدور كزافييه ثورب (الموسم 1)، طالب ذو قدرات نفسية في نيفرمور يمكنه رؤية الرؤى من خلال الأحلام وجعل فنه ينبض بالحياة.
- إيما مايرز بدور إينيد سينكلير، رفيقة سكن وينزداي المفعمة بالألوان والمستذئبة في نيفرمور.
- جوي صنداي بدور بيانكا باركلي، طالبة -حورية/سيران- متفوقة في نيفرمور وحبيبة كزافييه السابقة.
- جورجي فارمر بدور أياكس بيتروبولوس، طالب جورجون في نيفرمور وله اهتمام عاطفي بإينيد.
- ناوومي ج. أوغاوا بدور يوكو تاناكا (الموسم 1)، طالبة مصاصة دماء في نيفرمور.
- كريستينا ريتشي بدور مارلين ثورنهيل / لوريل غيتس (الموسم 1؛ ضيفة في الموسم 2)، معلمة علم النبات في نيفرمور والمشرفة على سكن وينزداي وإينيد، وشقيقة غاريت الصغرى. ريتشي جسدت سابقًا شخصية وينزداي آدامز في فيلمي عائلة آدامز وقيم عائلة آدامز.
- موسى مصطفى بدور يوجين أوتينغر، طالب في نيفرمور يستطيع التحكم بالنحل والحشرات لاحقًا.
- ستيف بوسيمي بدور باري دورت (الموسم 2)، خليفة مديرة نيفرمور ويمز، وهو بَشريٌّ ذو قوى تحكم بالنار متعصب لفخر المنبوذين.
- إسحاق أوردونيز بدور باغسلي آدامز (الموسم 2؛ ضيف في الموسم 1)، شقيق وينزداي الأصغر، ويبدأ في الموسم الثاني بتطوير قدرة على توليد الكهرباء الساكنة مثل عمه فيستر.
- أوين باينتر بدور "سلورب" (الموسم 2)، جثة معاد إحياؤها لطالب سابق في نيفرمور.
- بيلي بايبر بدور إيزادورا كابري (الموسم 2)، طفلة عبقرية سابقة ومعلمة موسيقى مستذئبة في نيفرمور.
- لوياندا أوناتي لويس-نياوو بدور ريتشي سانتياغو (الموسم 2؛ متكررة في الموسم 1)، نائبة الشريف غالبين. في الموسم 2 تصبح شريفة جيريكو الجديدة.
- فيكتور دوروبانتو بدور ثينغ (الموسم 2؛ متكرر في الموسم 1)، يد واعية مقطوعة وواحد من أقارب وينزداي أرسله والداها لمراقبتها في نيفرمور.
- نواه ب. تايلور بدور برونو يوسون (الموسم 2)، طالب مستذئب في نيفرمور وقع في حب إينيد.
- إيفي تمبلتون بدور أغنيس ديميل (الموسم 2)، معجبة مهووسة بوينزداي في نيفرمور ولديها قدرة على الاختفاء.
- لويس غوزمان بدور غوميز آدامز (الموسم 2؛ ضيف في الموسم 1)، والد وينزداي وزوج مورتيشيا العاشق. في الموسم 2 يُكشف أنه رغم كونه منبوذًا إلا أنه لا يملك قوى خاصة.
  - لوسيوس هويوس يؤدي دور غوميز في شبابه.
- كاثرين زيتا-جونز بدور مورتيشيا آدامز (الاسم قبل الزواج فرامب) (الموسم 2؛ ضيفة في الموسم 1)، والدة وينزداي، التحقت بأكاديمية نيفرمور مع زوجها في شبابها وهي وسيطة روحانية مثل ابنتها.
  - غوين جونز تؤدي دور مورتيسيا في شبابها.

### الأدوار المتكررة
- تومي إيرل جينكينز بدور نوبل ووكر (الموسم 1)، عمدة جيريكو وفي السابق كان شريفها.
  - إسماعيل كيسو يؤدي دور ووكر في شبابه.
- إمان مارسن بدور لوكاس ووكر (الموسم 1)، ابن العمدة ووكر، وغالبًا ما يتسبب هو وأصدقاؤه بالمشاكل لوينزداي.
- جورج بورشيا (ضيف في الموسم 1) ويوناس سوتامو (الموسم 2) بدور لورتش، خادم عائلة آدامز.

### الضيوف
- كالم روس بدور روان لاسلو (الموسم 1)، طالب ذو قدرة التحريك الذهني يثير المشاكل لوينزداي.
- ويليام هيوستن بدور جوزيف كراكستون (الموسم 1)، سلف لوريل الحاج ومؤسس جيريكو الذي كان يهدف لإبادة جميع المنبوذين.
- نيتن غاناترا بدور د. ريجي أنور (الموسم 1)، محنط الجثث في مشرحة جيريكو.
- لويس هايز بدور غاريت غيتس (الموسم 1)، مراهق معجب بمورتيشيا في شبابها، ويُشتبه في أن غوميز قتله أثناء دراسته في نيفرمور، وكان شقيق لوريل.
- فريد أرميسين بدور العم فيستر آدامز، عم وينزداي الإجرامي الذي يمتلك القدرة على توليد الكهرباء الساكنة.
- هيلي جويل أوزمنت بدور شيت لاتروي / القاتل المتسلسل بكانساس سيتي (الموسم 2)، طالب فاشل سابق في مدرسة تجميل، مربي حيوانات، وقاتل متسلسل سيء السمعة تستهدفه وينزداي.
- كريستوفر لويد بدور الأستاذ أورلوف (الموسم 2)، أقدم معلمي نيفرمور وخُفظ رأسه في جرة. لويد جسد سابقًا شخصية العم فيستر في فيلمي عائلة آدامز وقيم عائلة آدامز.
- هيذر ماتارازو بدور جودي سبانغل (الموسم 2)، مساعدة تنفيذية في مستشفى ويلو هيل للأمراض النفسية.
- ثاندي نيوتن بدور د. راشيل فيربورن (الموسم 2)، كبيرة الأطباء النفسيين في مستشفى ويلو هيل.
- أنتوني مايكل هال بدور رون كروجر (الموسم 2)، قائد كشافة "فينيكس كاديتس" الذي يتصادم مع أكاديمية نيفرمور.
- جوانا لوملي بدور الجدة هيستر فرامب (الموسم 2)، والدة مورتيشيا المهيبة والمنفصلة عنها، وثرية تعمل في مجال الجنائز.
- فرانسيس أوكونور (الموسم 2).
- ليدي غاغا بدور روزالين روتوود (الموسم 2)، معلمة أسطورية في نيفرمور تتقاطع طرقها مع وينزداي.

## الحلقات

### الموسم الاول
| ر. الإجمالي | العنوان                        | المخرج         | الكاتب                          | تاريخ العرض الأصلي |
| --- | ------------------------------ | -------------- | ------------------------------- | ------------------ |
| 1 | «الطفلة وينزداي مليئة بالكآبة» | تيم بورتون     | الفريد جوف/ميلز ميلر            | 23 نوفمبر 2022     |
| تجد وينزداي آدامز، طالبة في المدرسة الثانوية، شقيقها بوغسلي مقيدًا في خزانة. ترى رؤية نفسية لمتنمريه، الذين تحاول قتلهم بعد ذلك، مما يؤدي إلى طردها. يقرر والداها، مورتيشيا وجوميز، تسجيلها في أكاديمية نيفرمور، وهي مدرستهم الأم ومدرسة للمنبوذين في جيريكو، فيرمونت. في هذه الأثناء، يُقتل متجول على يد مخلوق مجهول بالقرب من نيفرمور. يطلق والدا وينزداي ثينج، وهي يد غير مجسدة واعية، لمراقبتها. تلتقي بزميلتها في السكن إينيد، نقيضها تمامًا، وتبارز بيانكا، الفتاة المحبوبة، بعد أن تنمرت بيانكا على صبي يُدعى روان. لاحقًا، تكاد وينزداي أن تُقتل بسبب غارغول ساقط، لكن حبيب بيانكا السابق كزافييه ينقذها. بعد هروبها من جلسة العلاج التي أمرت بها المحكمة، تلتقي وينزداي بتايلر، نادل المقهى، يوافق على مساعدتها في الهروب من نيفرمور. ومع ذلك، ألقت المديرة لاريسا ويمز القبض عليها وأعادتها إلى المدرسة. لاحقًا، التقى تايلر وينزداي في الكرنفال المحلي، وظهرت لدى وينزداي رؤيا عن موت روان. حاول روان قتلها لكن وحشً قام بقتله.                                                                                                |                                |                |                                 |                    |
| 2 | «الأكثر عزلة»                  | تيم بورتون     | الفريد جوف/ميلز ميلر            | 23 نوفمبر 2022     |
| أقنعت وينزداي الشريف المتشكك غالبين بأن مرتكب جرائم القتل هو في الواقع وحش. وفجأة، ظهر روان سالما. شككت وينزداي في سلامته العقلية وقررت التحقيق في جرائم القتل بنفسها. تجولت في الحرم الجامعي تستفسر عن روان وقيل لها إنه طُرد. في هذه الأثناء، شعرت ويمز بالقلق بشأن رؤى وينزداي، وراقبتها عن كثب. واجهت وينزداي روان الدفاعي وهو يغادر المدرسة وأرسلت ثينج ليتبعه. فقده ثينج واتضح أن روان هو المديرة ويمز، التي تحولت إلى شكله. رأت وينزداي رؤى عن كتاب ينتمي إلى جمعية طلابية قديمة. في بحثها عن الكتاب، تسمع بالصدفة بيانكا تخطط للتلاعب ببطولة الطلاب القادمة. تنضم وينزداي إلى إينيد لهزيمة بيانكا والفوز بالبطولة. لاحقًا، تكتشف وينزداي مكتبة مخفية داخل المدرسة، حيث يتم القبض عليها. |                                |                |                                 |                    |
| 3 | «صديق أم عدو»                  | تيم بورتون     | كايلا البرت                     | 23 نوفمبر 2022     |
| تجد وينزداي نفسها مقيدة ومحاطة بأعضاء من جمعية طلابية نخبوية، بمن فيهم بيانكا وكزافييه. تحرر وينزداي نفسها وتغادر المكتبة، آخذة معها أحد الكتب. تأمر ويمز وينزداي بمرافقة فرقة المدرسة الثانوية إلى حفل قادم في المدينة يديره عمدة المدينة نوبل ووكر. يقودها رسم في الكتاب المسروق إلى معرض في سوق محلي، حيث تلاحظ لوحة لفتاة رأتها في رؤاها. في الغابة، تتخيل وينزداي الفتاة - التي يُعتقد أنها من أسلافها - وهي تهرب من إعدام منبوذي المدينة على يد مؤسسها، جوزيف كراكستون. تتعرض وينزداي لكمين من الوحش، الذي تكتشف، من خلال آثار أقدامه، أنه بشري. بالعودة إلى المدينة، تعطل وينزداي الاحتفال بأمرها بتدمير ثينغ لتمثال تذكاري لجوزيف كراكستون، فتوبخها مديرة المدرسة ويمز. أثناء التحقيق في مسرح جريمة في الغابة، عثرت الشرطة على كاميرا التقطت صورًا للوحش. |                                |                |                                 |                    |
| 4 | «يالها من ليلة»                | تيم بورتون     | كايلا البرت                     | 23 نوفمبر 2022     |
| اقتحمت وينزداي وثينج مكتب الطبيب الشرعي لنسخ ملفات ضحايا الوحش. وفي محاولة لتحديد نمط، وجدت أن كل ضحية قد أُزيلت أجزاء من جسدها جراحيًا. أصبحت وينزداي تشك في زافيير وتتبعه إلى مرسمه الفني، حيث اكتشفت العديد من رسومات الوحش، مما قادها إلى كهف الوحش. هناك، استعادت أحد مخالبه وأعطته إلى الشريف غالبين لمطابقته مع الحمض النووي. حضر وينزداي وتايلر حفلة رقص مدرسية معًا. في هذه الأثناء، شهد زميل الدراسة يوجين، المطلع على عمل وينزداي التحقيقي، شخصًا مقنعا يفجر كهف الوحش. قاطع الرقص لوكاس، ابن العمدة ووكر، الذي أطلق رشاشات الحريق في المبنى انتقامًا لتعطيل وينزداي لحفل المدينة. شعرت وينزداي أن يوجين في خطر وتوجهت إلى الغابة، لتجده مصابًا بجروح خطيرة من الوحش. |                                |                |                                 |                    |
| 5 | «أنت تحصد ما تزرع»             | غاندجا مونتيرو | ابريل بلار                      | 23 نوفمبر 2022     |
| قبل 32 عامًا، أُلقي القبض على جوميز آدامز في نيفرمور للاشتباه في قتلها غاريت جيتس، وهو من نسل جوزيف كراكستون. في الوقت الحاضر، زار آل آدامز وينزداي في عطلة نهاية الأسبوع للآباء في نيفرمور. توقفت جلسة العلاج الأسري عندما واجهت وينزداي والديها بشأن جريمة القتل المشتبه بها. في هذه الأثناء، علم الشريف غالبين أن الطبيب الشرعي انتحر بعد اعترافه بتلفيق تقرير تشريح جثة جيتس. خلص غالبين إلى أن جوميز مذنب وألقى القبض عليه. في السجن، كشف جوميز لوينزداي أنه كان يتستر على مورتيشيا، التي قتلت غاريت بالفعل. نبش وينزداي ومورتيشيا قبر غاريت ليجدوا أنه قد تم تسميمه بشكل مميت قبل مقتله، لكن ألقت الشرطة القبض عليهما واعتقلتهما طوال الليل. في وقت لاحق، واجهوا العمدة ووكر، الذي كشف أن غاريت كان ينوي تسميم المدرسة بأكملها بسبب كراهية والده للمنبوذين. وافق العمدة ووكر على إطلاق سراح غوميز بعد اعترافه بالتستر على دافع غاريت. بالعودة إلى نيفرمور، تعترف مديرة المدرسة ويمز على مضض بإخفاء وفاة روان عن طريق تغيير الشكل في محاولة للتهرب من الجدل في المدرسة.                                                        |                                |                |                                 |                    |
| 6 | «يوم لك ويوم عليك»             | غاندجا مونتيرو | ابريل بلار                      | 23 نوفمبر 2022     |
| تحاول وينزداي استدعاء غودي، وهي من أسلافها وزميلتها الروحانية التي قتلت كراكستون. خلال حفل عيد ميلاد مفاجئ، ترى وينزداي غودي في رؤيا، التي تأمرها بالبحث عن قصر غيتس. هناك، ترى العمدة ووكر وهو يغادر المبنى وتتسلل إلى سيارته. بعد عودته إلى المدينة، تصدم سيارة العمدة ووكر ويصاب بجروح بالغة. تغلق المديرة ويمز المدرسة وتمنع وينزداي من مغادرة الحرم الجامعي. بمساعدة تايلر وإينيد، تهرب وتعود إلى قصر غيتس. هناك، يكتشفون أن لوريل غيتس، شقيقة غاريت الصغرى، التي طالما اعتقدوا أنها ماتت، ربما لا تزال على قيد الحياة. يجدون أشلاء جثث ضحايا الوحش المقطعة في قبو، لكنهم يضطرون إلى الفرار بعد أن نصب لهم الوحش كمينًا. تقود وينزداي غالبين إلى القبو، ليجده فارغًا. في نيفرمور، تقنع وينزداي ويمز بعدم طردها لمواصلة تحقيقاتها. في المستشفى، يقوم شخص مجهول بقتل رئيس البلدية ووكر. |                                |                |                                 |                    |
| 7 | «الحكم»                        | جيمس مارشال    | الفريد جوف/ميلز ميلر/مات لامبرت | 23 نوفمبر 2022     |
| في جنازة رئيس البلدية ووكر، لاحظت وينزداي شخصية متخفية وطاردتها إلى الغابة. تم الكشف عن أن الشخصية هي العم فيستر، الذي أوضح لوينزداي أن الوحش الذي كانت تحقق فيه هو هايد. معًا، استعادوا مذكرات من المكتبة المخفية والتي تكشف أن هايد يجب أن يكون له سيد دائمًا. في وقت لاحق، تعقبوا واتبعوا زافيير، الذي شهدوا اجتماعه مع الدكتورة كينبوت، معالجة وينزداي، في الغابة. بعد عودتها من موعد مع تايلر، وجدت وينزداي غرفة نومها مخربة، والمذكرات مسروقة، وثينج مصابًا بجروح خطيرة. يكشف البحث في لوريل جيتس أنها على قيد الحياة وسيدة الهايد. اشتبهت وينزداي في البداية في الدكتورة كينبوت، لكن كينبوت قُتلت على يد هايد. وصلت الشرطة لاعتقال زافيير، الذي اعتقدت وينزداي أنه هايد. التقت وينزداي بتايلر وقبلته ولكن فجأة رأته في رؤية بأنه هايد وهربت. |                                |                |                                 |                    |
| 8 | «مواجهة قوى الطلام»            | جيمس مارشال    | الفريد جوف/ميلز ميلر            | 23 نوفمبر 2022     |
| وينزداي وزملاؤها في الفصل يختطفون تايلر، فتقوم وينزداي بتعذيبه في محاولة لإجباره على الاعتراف. فزعت زميلاتها من أساليبها، فأبلغن المديرة ويمز، وتم القبض على وينزداي. في مركز الشرطة، اعترف تايلر سرًا لوينزداي بأنه الوحش. سئم ويمز من تصرفات وينزداي، وطردها من نيفرمور. زارت وينزداي، برفقة ويمز، يوجين في المستشفى، الذي تطابق وصفه للشخصية التي رآها في كهف الوحش مع السيدة ثورنيل، وهي معلمة في نيفرمور. تمكنة ويمز، المتنكرة في زي تايلر، ووينزداي من إقناع ثورنيل بالاعتراف بأنها لوريل جيتس وتلاعبت بتايلر لقتل الضحايا كجزء من خطتها لإحياء جوزيف كراكستون والقضاء على جميع المنبوذين. ومع ذلك، قتلت لوريل ويمز وأخضعت وينزداي. باستخدام دم وينزداي، أحيت لوريل كراكستون وتركت وينزداي لتموت، لكن ظهرت جودي وعالجتها. بعد أن تحولت إينيد أخيرًا إلى شكلها المستذئب، هزمت تايلر في هيئته الهايد، بينما اخترق كراكستون نيفرمور. بمساعدة بيانكا، دمرت وينزداي كراكستون وقتلته، وساعد يوجين في هزيمة لوريل. أُطلق سراح زافيير من السجن، واحتُجز تايلر، وغادرت وينزداي أكاديمية نيفرمور، التي ستُغلق أبوابها لبقية الفصل الدراسي. |                                |                |                                 |                    |

### الموسم الثاني
| الجزء 1 |                           |                |                                     |               |
| 1 | «ها قد حل البلاء مجددًا»   | تيم بورتون     | الفريد جوف/ميلز ميلر                | 6 أغسطس 2025  |
| بعد أن طوّرت وينزداي قدراتها النفسية بما يكفي للإطاحة بـ"القاتل المتسلسل بمدينة كانساس"، تعود إلى أكاديمية نيفرمور لتكتشف أنها أصبحت نجمة مشهورة. يعرض عليها المدير الجديد باري دورت منصب الطالبة المشرّفة في حفل إشعال النار السنوي لافتتاح العام الدراسي. وفي سكنها، تدرك أن هناك شخصًا يطاردها. في اليوم الأول، يواجه باغسلي صعوبة في تكوين صداقات. ينجح دورت في إقناع مورتيشيا برئاسة لجنة لجمع التبرعات، بينما تقوم جريمة قتل لعالِم التحريات الخاص كارل برادبري على يد سرب من الغربان، فيطلب الشريف السابق غالبين من وينزداي مساعدته في حل القضية، لكنها ترفض. يضغط دورت على بيانكا لاستخدام قوى التحكم العقلي الخاصة بها لجمع الأموال، ملوّحًا بأن الضغوط المالية قد تؤدي إلى حرمان الطلاب الحاصلين على منح دراسية، مثلها، من مواصلة تعليمهم. وفي هذه الأثناء، يرسل زافيير، الذي انتقل إلى مدرسة أخرى، لوحة فنية لوينزداي تُظهر غرابًا بعين عمياء. قبيل الحفل، يسرق المطارد رواية وينزداي، لكنها تستعيدها من وسط النار المشتعلة. أمام الجميع، ترفض الإشادة بدورها في إنقاذ المدرسة وتغادر غاضبة. لاحقًا، يسمع باغسلي عن طالب سابق يمتلك قلبًا ميكانيكيًا توفي نتيجة اختراعاته الخطيرة، فيقوم عن طريق الخطأ بإعادته إلى الحياة كزومبي. وفي الوقت نفسه، تلحق إينيد بوينزداي، لكن الأخيرة تنهار بعد رؤيتها لرؤية نفسية لقبر إينيد في مقبرة تغزوها الغربان، بينما تركض مورتيشيا لمساعدة ابنتها. |                           |                |                                     |               |
| 2 | «الشيطان الذي يثقل كاهلك» | باكو كابيزاس   | مات لامبرت                          | 6 أغسطس 2025  |
| تسعى وينزداي إلى مقابلة غالبين لمساعدتها في التحقيق بمقتل برادبري، لكنها تجده هو الآخر مقتولًا على يد الغربان. ومع فشل قدراتها النفسية في تقديم أي رؤية، تُعتقل وينزداي، لكن يُفرج عنها بعد أن يتولى غوميز الدفاع عنها كمحامٍ. خلال "يوم المقالب" في نيفرمور، تجد وينزداي إحدى عيني غالبين موضوعة في غرفة نومها المشتركة مع إينيد. في هذه الأثناء، يكشف باغسلي لصديقه يوجين عن "سلورب"، الزومبي الذي قيده ويحتفظ به كحيوان أليف، لكنه يتمكن في النهاية من الهرب. تتنكر وينزداي في هيئة إينيد خلال درس قيادة، وتستولي على السيارة لتتوجه إلى مستشفى "ويلو هيل" للأمراض النفسية، حيث يُحتجز تايلر. بعد لقائها بالطبيبة النفسية لتايلر، الدكتورة راشيل فيربيرن، تثير غضب تايلر بإخباره عن وفاة والده. يُختطف إينيد وحبيبها المستذئب برونو، وتُجبر وينزداي على حل سلسلة من الألغاز لإنقاذهما من الموت. وبالفعل تتمكن من حل اللغز الأخير وتحريرهما. تكشف الطالبة أغنيس ديميل، التي تمتلك قدرة على التخفي ومعجبة بوينزداي، عن نفسها باعتبارها المطاردة. تعترف بأنها سرقت رواية وينزداي وكانت وراء "لعبة الموت" – جزئيًا كمقالب لجذب انتباهها – لكنها تنفي أي تورط في مقتل غالبين. تحاول بيانكا إقناع مورتيشيا بالاتصال بوالدتها المنقطعة عنها، هيستر فرومب، للحصول على تبرع، لكن مورتيشيا ترفض. عندما تكتشف بيانكا أن دورت محصّن من تأثير قوى التحكم العقلي الخاصة بها، تضطر لاستخدام هذه القوى على مورتيشيا نفسها. في النهاية، يعترف "ثينغ" لوينزداي بأن مورتيشيا أخذت كتاب "غودي آدامز".                                                            |                           |                |                                     |               |
| 3 | «نداء الشقاء»             | باكو كابيزاس   | فالنتينا غارزا                      | 6 أغسطس 2025  |
| خلال جنازة غالبين، تخبر الدكتورة فيربيرن وينزداي أنه زار تايلر مرة واحدة في مستشفى "ويلو هيل"، ما تسبب في تحوله إلى هيئة الـ"هايد". في أحد الفنادق المحلية، تلتقي بيانكا بوالدتها غابرييل، التي تعيش متخفية بعد انهيار طائفة زوجها السابق. وبمساعدة صديق أغنيس المتحول، تتمكن وينزداي من الدخول إلى هاتف غالبين، لتكتشف معلومات عن "ذا بولبن" – وهو كوخ صيد كانوا يستخدمونه كنقطة التقاء. تقرر وينزداي الانضمام إلى أول رحلة تخييم لمدرسة نيفرمور للتحقيق، لكن والديها يرافقانها كمشرفين ويحضر باغسلي معه "سلورب" حتى لا يتركه دون مراقبة. تؤدي مشكلة في الحجز إلى تنافس نيفرمور مع مجموعة "كاديتس فينيكس" على استخدام موقع التخييم، وتفوز نيفرمور بالتحدي. في "ذا بولبن"، تكتشف وينزداي أرشيفًا من القصاصات الصحفية عن وفيات مرضى مستشفى ويلو هيل المنبوذين، إضافة إلى اسم "لويس" مكتوبًا على الجدار. في محاولة لاستعادة كتاب غودي، تتحدى وينزداي والدتها مورتيشيا في مبارزة عمياء، وتوافق مورتيشيا بشرط أنه إذا فازت ستحرق الكتاب؛ وبالفعل تنتصر مورتيشيا. عندما تحاول مجموعة كاديتس فينيكس مداهمة موقع التخييم، يطلقون عن طريق الخطأ سراح "سلورب"، الذي يقتل قائد كشافتهم خلال المواجهة. يُنقل "سلورب" إلى مستشفى ويلو هيل، حيث تظهر لوريل غيتس كمريضة جديدة. |                           |                |                                     |               |
| 4 | «لو أن هذه الآلام تنطق»   | تيم بورتون     | لورن أوتيرو                         | 6 أغسطس 2025  |
| تتحدى وينزداي والدتها مورتيشيا لتخبرها عن سبب إرسال خالتها أوفيليا – شقيقة مورتيشيا – إلى مستشفى ويلو هيل، فتشرح مورتيشيا أن أوفيليا "دفعت قدراتها النفسية إلى أقصى حد". بمساعدة الجدة هيستر فرامب، تكتشف وينزداي أن شهادات وفاة المرضى المنبوذين في ويلو هيل، الذين يُفترض أنهم متوفون، كلها موقعة من أوغستس ستونهرست، الذي أصبح الآن مريضًا في المستشفى. عندما تعرض الجدة التبرع لمدرسة نيفرمور بشرط إعادة كتاب غودي إلى وينزداي، تلقي مورتيشيا الكتاب في المدفأة. تستعين وينزداي بفيستر للتسلل إلى ويلو هيل والكشف عن حقيقة "لويس" والمرضى المفقودين. يقوم فيستر بتدمير غرفة فندق لضمان اعتقاله، لكن ذلك يؤدي أيضًا إلى اعتقال والدة بيانكا. تنقذ بيانكا وأياكس والدتها من الاحتجاز وتخفيانها في نيفرمور. يفشل مخطط فيستر، ويوضع في نفس الزنزانة مع "سلورب". تتسلل وينزداي إلى ويلو هيل وتحرر فيستر، بينما يتمكن سلورب من الهرب. يكتشف وينزداي وفيستر أن "LOIS/لويس" (دراسة دمج المنبوذين طويلة الأمد) هو برنامج سري لنقل قوى المنبوذين إلى الأشخاص العاديين، وأن المرضى الذين يفترض أنهم ماتوا ما زالوا محتجزين. تكشف جودي سبانغل، مساعدة الدكتورة فيربيرن، عن نفسها كرئيسة حقيقية لويلو هيل وابنة ستونهرست، وأنها واصلت عمل والدها وخضعت لتجارب جعلتها تمتلك قدرات "الطيري" للتحكم بالطيور. بعد أن يحرر فيستر المحتجزين، تطلق لوريل سراح تايلر، لكنه يقتلها، بينما يقتل سلورب كلًا من الدكتورة فيربيرن وستونهرست. أثناء مساعدة امرأة مرعوبة كانت من بين المحتجزين، تواجه وينزداي تايلر في هيئة الهايد، فيرميها من النافذة ويفر هاربًا. |                           |                |                                     |               |
| الجزء 2 |                           |                |                                     |               |
| 5 | «سيُعلن عنه»               | أنجيلا روبنسون | إريكا فاسكيز/سيينا باترفيلد         | 3 سبتمبر 2025 |
| 6 | «سيُعلن عنه»               | أنجيلا روبنسون | ألفريد جوغ/مايلز ميلر/كايلا ألبرت   | 3 سبتمبر 2025 |
| 7 | «سيُعلن عنه»               | تيم بورتون     | لم يعلن بعد                         | 3 سبتمبر 2025 |
| 8 | «سيُعلن عنه»               | تيم بورتون     | ألفريد جوغ/مايلز ميلر/جيمس ماديجسكي | 3 سبتمبر 2025 |

## الإصدار
أُصدر أول مقطع دعائي لمسلسل وينزداي آدامز في 17 أغسطس 2022، تلاه إعلان كامل في 9 أكتوبر، ثم الكشف عن مشهد شارة الافتتاح في 8 نوفمبر من العام نفسه. عُرض المسلسل لأول مرة في 16 نوفمبر 2022 في مسرح هوليوود ليجون بلوس أنجلوس، قبل أن تُطرح حلقاته الثماني على منصة نتفليكس في 23 نوفمبر 2022. في ديسمبر 2022، نشرت نتفليكس عبر حسابها في تويتر مقطعًا ترويجيًا يُظهر شخصية "ثينغ" – اليد المبتورة الذكية التي تظهر في المسلسل – وهي تجوب شوارع مدينة نيويورك وتلتقط ردود أفعال المارة. في مارس 2024، صدرت النسخة المنزلية للموسم الأول على أقراص "Blu-ray وDVD" عن طريق شركة وارنر براذرز هوم إنترتينمنت، من خلال وحدة التوزيع المشتركة "Studio Distribution Services".
في أبريل 2025، أُصدر المقطع الدعائي للموسم الثاني، المقرر طرحه على جزأين؛ حيث عُرض الجزء الأول المؤلف من أربع حلقات في 6 أغسطس 2025، بينما من المقرر عرض الجزء الثاني، المكون من أربع حلقات أيضًا، في 3 سبتمبر 2025.

## الاستقبال

### نسبة المشاهدة
وفقًا لبيانات مستخدمي منصة TV Time التي جمعتها شركة Whip Media، حقق مسلسل وينزداي آدامز ثاني أعلى عدد من المتابعين قبل العرض بين الأعمال الأصلية لشبكة نتفليكس على المنصة، متأخرًا فقط عن ذا ويتشر. عند عرضه، تصدّر المرتبة الأولى على نتفليكس في 83 دولة. يحمل المسلسل الرقم القياسي لعدد الساعات المُشاهَدة في أسبوع واحد لمسلسل ناطق باللغة الإنجليزية على نتفليكس، بإجمالي 341 مليون ساعة مشاهدة في الأسبوع الأول، أي ما يعادل أكثر من 50 مليون أسرة، متجاوزًا الرقم القياسي السابق للموسم الرابع من مسلسل أشياء غريبة البالغ 335 مليون ساعة. ووفقًا لبيانات Nielsen Media Research، بلغ إجمالي وقت المشاهدة في الأسبوع الأول 6 مليارات دقيقة، ليصبح ثاني أكبر أسبوع مشاهدة في تاريخ خدمات البث حسب الشركة. بعد ثلاثة أسابيع من عرضه، أصبح المسلسل ثاني أكثر الأعمال الناطقة بالإنجليزية مشاهدة في تاريخ نتفليكس، حيث وصل إلى نحو 150 مليون أسرة وحقق إجمالي مليار ساعة مشاهدة بحلول ديسمبر 2022. وصف جاكوب ستولوورثي من صحيفة ذي إندبندنت شعبية المسلسل بأنها "غير مسبوقة"، واقترح أنها قد تُسهم في إطلاق عدة مسلسلات فرعية مشتقة.

### الاستقبال النقدي
| الموسم | نسبة موقع روتن توميتوز | تقييم موقع ميتاكريتيك              |
| ------ | ---------------------- | ---------------------------------- |
| 1      | ‎73%‎ (من 105 مراجعة)    | ‎66‎ (من 100، استنادًا إلى 26 مراجعة) |
| 2      | ‎82%‎ (من 68 مراجعة)     | ‎65‎ (من 26 مراجعة)                  |

في الموسم الأول، أفاد موقع روتن توميتوز أن المسلسل حصل على تقييم إيجابي بنسبة ‎73%‎ استنادًا إلى 105 مراجعات، وجاء في إجماع النقاد: "مسلسل وينزداي آدامز ليس غارقًا تمامًا في الكآبة بالنسبة للمشاهدين، لكن من دون جينا أورتيغا في الدور الرئيسي، لكان أقرب إلى دراما مراهقين من إنتاج شبكة CW". أما موقع ميتاكريتيك، الذي يعتمد المتوسط الموزون، فقد منح الموسم الأول تقييمًا قدره ‎66‎ من 100 بناءً على 26 مراجعة، مشيرًا إلى أنه "إيجابي في المجمل".
في الموسم الثاني، منح موقع روتن توميتوز المسلسل تقييمًا إيجابيًا بنسبة ‎82%‎ استنادًا إلى 68 مراجعة. وجاء في إجماع النقاد على الموقع: "الموسم الثاني من وينزداي آدامز يوسّع نطاقه بذكاء ليشمل المزيد من أفراد عائلة آدامز بأكملها، مما يدعم المراهقة الخالية من القلب التي تلعبها جينا أورتيغا بطاقم أكثر غرابة ورعبًا". أما على موقع ميتاكريتيك، فقد حصل على متوسط تقييم موزون قدره ‎65‎ من 100 استنادًا إلى 26 مراجعة، مما يشير إلى أنه "إيجابي في المجمل".

## روابط خارجية
- وينزداي آدامز على موقع IMDb (الإنجليزية)
- وينزداي آدامز على موقع ميتاكريتيك (الإنجليزية)
- وينزداي آدامز على موقع روتن توميتوز (الإنجليزية)
- وينزداي آدامز على موقع نتفليكس (الإنجليزية)
- وينزداي آدامز على موقع قاعدة بيانات الأفلام العربية
- وينزداي آدامز على موقع فيلمافينيتي (الإسبانية)
- وينزداي آدامز على موقع كينوبويسك (الروسية)
- وينزداي آدامز على موقع ألو سيني (الفرنسية)
- وينزداي آدامز على موقع قاعدة بيانات الفيلم (الإنجليزية)